# 24 (tal)
24 er et lige heltal og det naturlige tal, som kommer efter 23 og efterfølges af 25.

## I matematik
Fireogtyve er et sammensat tal med divisorerne 1, 2, 3, 4, 6, 8 og 12.
Fireogtyve er et Harshad-tal, fordi 24 er deleligt med 6 (altså 2+4).
Fireogtyve er fire fakultet (4! = 1*2*3*4 = 24)

## Andet
- 24 er antallet af timer i et døgn.
- Jupiter-månen Iokaste hedder også Jupiter XXIV.
- Saturn-månen Kiviuq hedder også Saturn XXIV.
- 24 er atomnummeret på grundstoffet krom
- 24 karat guld er rent guld.

| Matematik | Spire Denne artikel om matematik er en spire som bør udbygges. Du er velkommen til at hjælpe Wikipedia ved at udvide den. |

- Wikimedia Commons har flere filer relateret til 24 (tal)